# DINK
Pour les articles homonymes, voir Dink.
DINK est l'acronyme de « double income no kids », terme anglophone définissant les couples actifs (travaillant tous les deux) sans enfants. Cette terminologie renvoie à une catégorie sociologique. L'office québécois de la langue française préfère les termes « couple à deux revenus sans enfants » ou « couple actif sans enfants ».

## Origine
Né aux États-Unis dans les années 1980, l'acronyme « Dinks » désignait originellement les couples homosexuels avant d'englober les hétérosexuels. 

## Phénomène social
Les Dinks sont un phénomène de société important : peu de temps disponible en dehors du travail, pouvoir d'achat important, proportionnellement surreprésentés dans les professions autour de l'internet, du conseil et des professions libérales. Les Dinks sont un phénomène surtout observé dans les pays riches, où les couples préfèrent ne pas avoir d'enfants pour des raisons professionnelles ou financières.
En 2024, l'Institut national de la démographie (INED) a interrogé près de 13 000 Français âgés de 18 à 79 ans, sélectionnés de manière représentative, et a publié son étude en juillet 2025.
Cette étude constate une évolution de la conception de la famille. 
Deux tiers des personnes interrogées considèrent que deux enfants est le nombre idéal, alors qu'en 1998, moins de la moitié partageait cet avis.
En 1998, 38 % des Français souhaitaient avoir trois enfants ou plus, contre seulement 23 % en 2024.
La proportion de personnes ne souhaitant pas avoir d'enfants a doublé, passant de 6 % à 12 %.